# 김상유
김상유는 인터넷 커뮤니티 사이트 웃긴대학의 설립자이며 관리자이다. 이전에 야후코리아에 근무한 적이 있다. 그가 운영하는 커뮤니티인 웃긴대학에서의 아이디는 '휘파람'이지만, 유저들은 그를 주로 '총장님'이라고 부른다.